# Corydalis paeoniifolia
Corydalis paeoniifolia là một loài thực vật có hoa trong họ Anh túc. Loài này được (Steph.) Pers. mô tả khoa học đầu tiên năm 1806.